# Стагиљионе (Павија)
Стагиљионе је насеље у Италији у округу Павија, региону Ломбардија.
Према процени из 2011. у насељу је живело 54 становника. Насеље се налази на надморској висини од 262 м.